# NVIDIA
NVIDIA Corporation [ɛnˈvɪdiə] è un'azienda tecnologica statunitense con sede a Santa Clara (California). Produce processori grafici per il mercato videoludico e professionale, oltre a moduli System-on-a-chip per il Mobile computing e per l'industria automobilistica. Ha sviluppato inoltre schede madri e componenti per prodotti multimediali per PC e console come la prima Xbox, PlayStation 3 e Nintendo Switch. Il suo prodotto principale, la serie di GPU "GeForce", è in competizione diretta con le schede della serie "Radeon" di Advanced Micro Devices (AMD).
Il nome aziendale è stato scelto in modo da contenere le lettere "NV" (Next Version, "prossima versione") e riprende la parola latina "Invidia".

## Storia
Jen-Hsun Huang, Chris Malachowsky e Curtis Priem fondarono la compagnia nel gennaio del 1993 e stabilirono la sede in California nell'aprile 1993; la sua attività iniziò a crescere tra gli anni 1997 e 98, quando fu lanciata la gamma di processori grafici per PC RIVA.
Nel gennaio 1999 fu quotata in borsa al NASDAQ e nel maggio dello stesso anno vendette il decimilionesimo processore grafico. Alla fine dell'anno presentò la GeForce 256, il primo modello della nota serie. Nel 2000 NVIDIA acquisì la rivale 3dfx, una delle più grandi compagnie negli anni novanta.
Nonostante le difficoltà incontrate successivamente con la serie GeForce FX, la società sarebbe poi riuscita a rimontare lo svantaggio su ATI con le serie GeForce 6 e 7, e ponendosi come apripista nel territorio inesplorato delle DirectX 10 con la serie GeForce 8. Alla metà del 2006, NVIDIA ha un saldo terzo posto nel mercato video, e la leadership nel settore discreto (come confermano numerose ricerche di mercato).
Nel febbraio 2008 ha acquisito Ageia Technologies, azienda specializzata nello sviluppo di middleware e componenti hardware deputati all'accelerazione dei modelli fisici utilizzati dai videogiochi.
Nel settembre del 2020 NVIDIA ufficializza l'acquisizione di ARM per la cifra di 40 miliardi di dollari, tuttavia nel febbraio 2022, a causa dell'impossibilità di ottenere il via libera da parte delle autorità dell'Anti-trust, Nvidia rinuncia ufficialmente all'acquisizione di ARM.
Nel corso del 2023 NVIDIA ha raggiunto i 1000 miliardi di dollari di capitalizzazione, divenendo la sesta azienda americana a superare tale soglia. A marzo 2024, grazie ad un'enorme crescita dovuta agli investimenti nell'IA, la capitalizzazione ha superato i 2000 miliardi di dollari ed è diventata la terza azienda al mondo per capitalizzazione, dopo Microsoft e Apple. Ad inizio giugno 2024 NVIDIA supera i 3000 miliardi di dollari di capitalizzazione, balzando al secondo posto dietro Microsoft e sopravanzando Apple. Successivamente è divenuta anche la prima azienda al mondo, per poi tornare ad oscillare fra la seconda e la terza posizione a fine giugno.

## Prodotti
NVIDIA è nota prevalentemente per la produzione di schede video ma offre anche dispositivi di comunicazione wireless e hardware e software automobilistico, come:
- GeForce, GPU destinate principalmente al mercato consumer
- Quadro[9], GPU per impieghi professionali (CAD e modellazione 3D)
- Tegra, SoC (system-on-a-chip) per dispositivi portatili (cellulari, GPS, UMPC)
- Tesla, GPU ottimizzata per elaborazioni di tipo GPGPU attraverso la piattaforma CUDA.
- nForce, chipset per schede madri
- dispositivi per comunicazioni wireless e software per riproduttori video digitali.

La compagnia ha una natura simile alla propria ex-rivale ATI (marchio non più utilizzato dall'azienda che l'ha acquisita, AMD) da molti punti di vista: come ATI, è nata rivolgendosi al mercato dei PC, per poi affacciarsi su altri settori dell'elettronica. NVIDIA non vende direttamente le proprie schede, ma si concentra sulla progettazione e sulla costruzione delle GPU, e affida l'assemblaggio delle schede ad una rosa di partner commerciali attraverso le specifiche da lei elaborate (chiamate "reference design").
Nel dicembre del 2004 fu annunciato l'accordo con Sony per la progettazione della componente grafica della futura PlayStation 3, chiamata RSX, basata su processore G71. A marzo 2006 è stato dichiarato che NVIDIA avrebbe lasciato l'intera costruzione del chip a Sony, affiancandola nella messa in produzione dello stesso in una delle sue fabbriche e nei passaggi di processo di produzione (ad esempio nella transizione a 65 nm). Questo è in controtendenza con l'accordo che era stato firmato con Microsoft per la piena produzione (attraverso le fonderie associate con NVIDIA) del componente grafico dell'Xbox. Per la generazione dell'Xbox 360 Microsoft ha invece scelto ATI.

### Schede video

#### Modelli e caratteristiche
| Modello               | Anno             | Codename                                        | Fascia                                                          | Fascia                                                  | Fascia                                          | Fascia                                                                              | Descrizione |
| Modello               | Anno             | Codename                                        | Bassa                                                           | Media                                                   | Alta                                            | Enthusiast                                                                          | Descrizione |
| --------------------- | ---------------- | ----------------------------------------------- | --------------------------------------------------------------- | ------------------------------------------------------- | ----------------------------------------------- | ----------------------------------------------------------------------------------- | --- |
| NV1                   | 1995             | NV1                                             | -                                                               | -                                                       | -                                               | -                                                                                   | La prima scheda video prodotta da NVIDIA |
| NV2                   | (mai presentato) | NV2                                             | -                                                               | -                                                       | -                                               | -                                                                                   | Il secondo processore grafico NVIDIA, mai ultimato |
| RIVA 128 e RIVA 128ZX | 1997/1998        | NV3                                             | Riva 128 Riva 128ZX                                             | Riva 128 Riva 128ZX                                     | Riva 128 Riva 128ZX                             | Riva 128 Riva 128ZX                                                                 | Supporto per DirectX 5 e OpenGL 1.0; la prima scheda con supporto DirectX dell'azienda |
| RIVA TNT e RIVA TNT2  | 1999/2000        | NV4 NV5                                         | Riva TNT Riva TNT2                                              | Riva TNT Riva TNT2                                      | Riva TNT Riva TNT2                              | Riva TNT Riva TNT2                                                                  | Supporto DirectX 6 e OpenGL 1.2; la serie che ha regalato il successo alla NVIDIA |
| GeForce 256           | 1999             | NV10                                            | -                                                               | GeForce 256 SDR                                         | GeForce 256 DDR                                 | -                                                                                   | Supporto DirectX 7 e OpenGL 1.2, transform & lighting via hardware, introduce le DDR |
| GeForce 2             | 2000             | NV11 NV15 NV16                                  | GeForce MX Series                                               | GeForce GTS Series GeForce Pro Series                   | GeForce Ti Series GeForce Ultra Series          | -                                                                                   | DirectX 7 e OpenGL 1.2 |
| GeForce 3             | 2001             | NV20                                            | -                                                               | GeForce 3 Ti 200                                        | GeForce 3 Ti 500                                | -                                                                                   | DirectX 8.0 e OpenGL 1.3, possiede un'architettura che permette di risparmiare banda verso la memoria |
| GeForce 4             | 2002             | NV17 NV18 NV19 NV25 NV28                        | -                                                               | Ti 4200 Ti 4400 Ti 4800 SE                              | Ti 4600 Ti 4800                                 | -                                                                                   | DirectX 8.1 e OpenGL 1.3 (tranne le MX), la versione economica MX è basata sulla GeForce 2 |
| GeForce FX (5)        | 2003             | NV30 NV31 NV34 NV35 NV36 NV38                   | 5200 5300 5500                                                  | 5600 5700 5750                                          | 5800 5900 5950                                  | 5800 Ultra 5900 Ultra 5950 Ultra                                                    | DirectX 9 e OpenGL 1.5 |
| GeForce 6             | 2004/2005        | NV40 NV41 NV42 NV43 NV44 NV45 NV48              | 6100 (IGP) 6150 (IGP) 6200 6500                                 | 6600 6700                                               | 6800                                            | 6800 Ultra / Ultra Extreme                                                          | DirectX 9.0c e OpenGL 2.1, offriva shader migliorati, elaborazione migliorata flussi video tramite la tecnologia PureVideo, consumi ridotti e supporto per la configurazione SLI |
| GeForce 7             | 2005/2006        | G70 (NV47) G71 G72 G73                          | 7025 (IGP) 7050 (IGP) 7100 7150 (IGP) 7200 7300 7350 7500 (OEM) | 7600 7650                                               | 7800 7900 7950                                  | -                                                                                   | DirectX 9.0c e OpenGL 2.1, supporto per WDDM (Windows Display Driver Model), anti-aliasing TSAA (Transparency Adaptive Supersampling) e TMAA (Transparency Adaptive Multisampling), tecnologia PureVideo migliorata (Spatial Temporal De-interlacing HD, decodifica H.264 ed Inverse Telecine 3:2/2:2 Pull-down e Bad Edit Correction), SLI |
| GeForce 8             | 2006             | G80 G84 G86 G92 (G98, GT218)                    | 8100 (IGP) 8200 (IGP) 8300 8400 8500                            | 8600                                                    | 8800 GS/GT/GTS                                  | 8800 GTX/Ultra                                                                      | DirectX 10 e OpenGL 3.3, la prima serie di schede NVIDIA ad utilizzare la tecnologia HD (Pure Video HD), architettura unificata per gli shader, CSAA (Coverage Sampling AntiAliasing), tecnologia Quantum Effects per la gestione della fisica, introduce il supporto a CUDA                                                                |
| GeForce 9             | 2008             | G98 G96a/b G94a/b G92a/b/a2                     | 9100 9200 9300 GS/GT 9300GE 9400 GS/GT                          | 9500 GS/GT 9600                                         | 9800 GT/GTX/GTX+                                | 9800 GX2                                                                            | DirectX 10 e OpenGL 3.3, supporta la tecnologia HD (PureVideo HD), tecnologia Quad NVIDIA SLI. Utilizza HybridPower, che a parità di prestazioni offre un netto risparmio energetico |
| GeForce 100           | 2009             | G98 G96b G94b G92b                              | G100 GT 120                                                     | GT 130 GT 140                                           | GTS 150                                         | -                                                                                   | DirectX 10.0, Shader Model 4.0 e OpenGL 3.3, |
| GeForce 200 series    | 2008/2009        | GT218 GT216 GT215 GT200                         | 205 210 GT 220 GT 230                                           | GT 240 GTS 250                                          | GTX 260 GTX 275                                 | GTX 280 GTX 285 GTX 295                                                             | DirectX 10 e 10.1(su alcuni modelli) e OpenGL 3.3, supporta la tecnologia HD (PureVideo HD). Utilizza HybridPower, che a parità di prestazioni offre un netto risparmio energetico |
| GeForce 300           | 2009/2010        | GT218 GT216 GT215                               | 310 315 GT 320 GT 330                                           | GT 340                                                  | -                                               | -                                                                                   | DirectX 10.1 e OpenGL 3.3, supporta la tecnologia HD (PureVideo HD). Utilizza Optimus(GPU mobile), che offre un netto risparmio energetico senza sacrificare le prestazioni |
| GeForce 400           | 2010             | GT218 GF114 GF108 GF106 GF104 GF100             | GT 420 GT 430                                                   | GT 440 GTS 450 GTX 465                                  | GTX 460 GTX 470                                 | GTX 480                                                                             | DirectX 11 e OpenGL 4.2 (tranne GeForce 405 che supporta DirectX 10.1 e OpenGL 3.3) |
| GeForce 500           | 2010             | GF119 GF116 GF114 GF110 GF108                   | 510 GT 520 GT 530                                               | GT 545 GTX 550 Ti GTX 560 GTX 560 Ti GTX 560-448 Ti     | GTX 570 GTX 580 GTX 590                         | -                                                                                   | DirectX 11 e OpenGL 4.2 |
| GeForce 600           | 2012             | GF119 GF116 GF114 GF108 GK208 GK107 GK106 GK104 | GT 610 GT 620 GT 630 GT 640                                     | GTX 650 GTX 650 Ti GTX 650 Ti Boost GTX 660             | GTX 660 Ti GTX 670                              | GTX 680 GTX 690                                                                     | DirectX 11 e 11.1 (in alcuni modelli il supporto DirectX 11.1 manca di alcune funzionalità non legate al gaming), OpenGL 4.3 e Open CL 1.2. |
| GeForce 700           | 2013             | GF119 GF108 GM107 GM206 GK208 GK107 GK104 GK110 | GT 705 GT 710 GT 720 GT 730 GT 740 GTX 745                      | GTX 750 GTX 750 Ti GTX 760 (192 bit) GTX 760 GTX 760 Ti | GTX 770 GTX 780 GTX 780 Ti                      | GTX Titan GTX Titan Black GTX Titan Z                                               | Direct3D 11 e 12, OpenCL 1.2, OpenGL 4.5, CUDA 3.5 |
| GeForce 900           | 2014             | GM206 GM204 GM200                               | -                                                               | GTX 950 GTX 960                                         | GTX 970 GTX 980                                 | GTX 980 Ti GTX Titan X                                                              | Direct3D 11.3 e 12 (livello di funzionalità 12_1), OpenCL 1.2, OpenGL 4.5, CUDA 5.2 |
| GeForce 10            | 2016             | GP108 GP107 GP106 GP104 GP102                   | GT 1010 GT 1030                                                 | GTX 1050 GTX 1050 Ti GTX 1060                           | GTX 1070 GTX 1070 Ti GTX 1080                   | GTX 1080 Ti Titan X Titan Xp                                                        | Direct3D 12, 12.1 e superiori. OpenGL 4.5, Vulkan 1.0, OpenCL 1.2. |
| GeForce 20            | 2018             | TU106 TU104 TU102                               | -                                                               | RTX 2060 RTX 2060 Super                                 | RTX 2070 RTX 2070 Super RTX 2080 RTX 2080 Super | RTX 2080 Ti Titan RTX                                                               | Direct3D 12, 12.1 e superiori. OpenGL 4.6, Vulkan 1.1, OpenCL 1.2, DirectX Ray Tracing, RT Core, Tensor Core 2ª generazione, DLSS. |
| GeForce 16            | 2019             | TU117 TU116                                     | GTX 1630 GTX 1650 GTX 1650 (GDDR6) GTX 1650 Super               | GTX 1660 GTX 1660 Super GTX 1660 Ti                     | -                                               | -                                                                                   | Direct3D 12, 12.1 e superiori. OpenGL 4.6, Vulkan 1.1, OpenCL 1.2. |
| GeForce 30            | 2020             | GA102 GA103 GA104                               | RTX 3050                                                        | RTX 3060 RTX 3060 Ti                                    | RTX 3070 RTX 3070 Ti RTX 3080                   | RTX 3080 Ti RTX 3090 RTX 3090 Ti                                                    | Direct3D 12, 12.2 e superiori. OpenGL 4.6, Vulkan 1.3, OpenCL 3.0, DirectX Ray Tracing, RT Core 2ª generazione e Tensore Core 3ª generazione, DLSS 2.0 |
| GeForce 40            | 2022             | AD102 AD103 AD104                               | -                                                               | -                                                       | RTX 4060 RTX 4060 Ti RTX 4070 RTX 4070 Ti       | RTX 4090 RTX 4080 RTX 4080 Super RTX 4080 Super Ti RTX 4070 Super RTX 4070 Super Ti | Direct3D 12, 12.2 e superiori. OpenGL 4.6, Vulkan 1.3, OpenCL 3.0, DirectX Ray Tracing, RT Core 3ª generazione e Tensore Core 4ª generazione, DLSS 3.0 |
| GeForce 50            | 2025             | GB-202 GB-203                                   | -                                                               | -                                                       | -                                               | RTX 5090 RTX 5080 RTX 5070 Ti RTX 5070                                              | Direct3D 12, 12.2 e superiori. OpenGL 4.6, Vulkan 1.3, OpenCL 3.0, DirectX Ray Tracing, RT Core 4ª generazione e Tensore Core 5ª generazione, DLSS 4.0 |

### Piattaforme per PC

#### nForce
- nForce IGP - Linea per processori AMD Athlon / Duron (architettura K7).
- nForce 2 - Linea per processori AMD Athlon / Duron (architettura K7); in versioni SPP (System Platform Processor), IGP (Integrated Graphics Platform), o MCP (Media and Communications Processor); supporto per SoundStorm.
- nForce 3 - Linea per AMD Athlon 64 / Athlon 64 FX / Opteron; solo MCP.
- nForce 4 - Linea per Athlon 64; in versioni 4X, Base, Ultra e SLI; supporto per PCI Express; supporto per SLI nella versione omonima.
- nForce 500 - Linea per Athlon 64 / Athlon 64 X2 / Athlon 64 FX / Sempron o Intel Core 2 / Pentium D / Celeron D/ Pentium 4.
- nForce 600 - Linea per AMD Quad FX o Intel Core 2 / Pentium D / Celeron D/ Pentium 4.
- nForce 700 - Linea per AMD Phenom / Athlon 64 X2 / Athlon 64 FX o Intel Core 2 / Core 2 Quad / Core 2 Extreme / Penryn / Pentium D / Pentium 4.

#### ION
NVidia ION è una piattaforma hardware per il processore Intel Atom.

## Società

### Azionisti
- The Vanguard Group (8,280%)
- BlackRock (5,623%)
- Fidelity Investments (5,161%)
- State Street Corporation (3,711%)
- Jen-Hsun Huang (3,507%)
- Geode Capital Management (2,024%)
- T. Rowe Price (2,013%)
- JPMorgan Chase (1,417%)
- BlackRock Life (1,409%)
- Eaton Vance (1,337%)

## Partner OEM
- Albatron
- AOpen
- ASUS
- BFG
- Biostar
- Captiva
- Chaintech
- Club 3D
- Colorfull
- Elitegroup Computer Systems
- EVGA
- FOXCONN
- Gainward
- Galax
- Gigabyte
- Inno3D
- Leadtek
- Manli
- Micro-Star International (MSI)
- OCZ Technology
- Palit
- PEAK
- Point of View, Inc. (POV)
- PNY
- QDI
- Sparkle
- TwinTech
- XFX
- Xpertvision
- Zotac